# 水同木
水同木（学名：Ficus fistulosa）是桑科榕属的植物。分布于印度、加里曼丹、印度尼西亚、马来西亚、泰国、菲律宾、缅甸、锡金、越南、孟加拉国、台湾、香港，以及中国大陆云南、广东、广西等地，生长于海拔250米至1,200米的地区，常生于山坡水边、阔叶林中、河边、溪边、林缘、林中、溪边林中石缝、山谷林下和溪边石上，目前已由人工引种栽培。